# Гурдаспур (округ)
Гурдаспу́р (в.-пандж. ਗੁਰਦਸਪੂਰ ਜ਼ਿਲਾ; англ. Gurdaspur) — округ в индийском штате Пенджаб. Административный центр — город Гурдаспур. Площадь округа — 3569 км². По данным всеиндийской переписи 2001 года население округа составляло 2 104 011 человек. Уровень грамотности взрослого населения составлял 73,8 %, что выше среднеиндийского уровня (59,5 %). Доля городского населения составляла 25,4 %. На территории округа расположен город Каланаур, в котором был коронован император Акбар Великий.